# Massís del Montseny
Massís del Montseny är en bergskedja i Spanien. Den ligger i den östra delen av landet, 500 km öster om huvudstaden Madrid.
Massís del Montseny sträcker sig 16,9 km i sydvästlig-nordostlig riktning. Den högsta punkten är 1 684 meter över havet.
Topografiskt ingår följande toppar i Massís del Montseny:
- Puig Ventós
- Tagamanent
- Turó del Samont